# Crookers
I Crookers sono un gruppo musicale electro house italiano fondato nel 2003 dai disc jockey Phra (Francesco Barbaglia) e Bot (Andrea Fratangelo), le cui produzioni musicali vertevano principalmente sui sottogeneri electro house e fidget con una forte influenza hip hop.
Il 18 ottobre 2012, attraverso il loro sito ufficiale, Bot ha annunciato la separazione da Phra, che ha proseguito l'attività musicale mantenendo il nome Crookers.

## Storia del gruppo

### Prime pubblicazioni
I Crookers hanno composto diversi remix di canzoni di artisti quali Timbaland, Armand Van Helden, Jovanotti, Britney Spears, U2, AC/DC, The Chemical Brothers, i Raven e altri ancora; ma il remix più rilevante è senza dubbio quello della canzone Day 'n' Nite di Kid Cudi, uscito alla fine del novembre 2008. Il remix è entrato nella top 20 di diversi paesi europei, in Australia e Nuova Zelanda, entra nella Billboard Hot 100 e ha raggiunto la seconda posizione della classifica britannica dei singoli. In particolar modo i Crookers hanno ottenuto una certa popolarità in Belgio e nei Paesi Bassi, paesi nei quali il gruppo ha fatto rispettivamente entrare cinque e due singoli in classifica. Day 'n' Nite viene scelto anche per far parte della colonna sonora del videogioco Midnight Club: Los Angeles e del film Benvenuti al Sud con Claudio Bisio.
Nel 2009 hanno curato parte della colonna sonora per il videogioco Grand Theft Auto IV: The Ballad of Gay Tony.

### Tons of Friends
Il loro album di debutto, il disco Tons of Friends uscito all'inizio del 2010 ha subito ottenuto riscontri positivi da parte della critica. L'album è stato preceduto dal singolo Festa festa, a cui hanno collaborato Fabri Fibra e Dargen D'Amico, il cui videoclip è stato presentato in anteprima da MTV. All'album hanno inoltre collaborato tra gli altri Kelis, Pitbull, Will.i.am, Kardinal Offishall e Yelle Nello stesso anno partecipano all'MTV Days 2010.
Birthday Bash, traccia numero 9 dell'album, viene scelta per far parte della colonna sonora del videogioco calcistico della EA Sports FIFA 10.

### Dr. Gonzo
All'inizio del 2011 hanno dato vita ad un nuovo progetto che prende il nome di Dr. Gonzo. Phra e Bot hanno coinvolto artisti come Neoteric, Wax Motif, Savage Skull, Lazy Ants e His Majesty Andre. Sotto la veste di Dr. Gonzo hanno pubblicato due EP: Bust Em Up (pubblicato il 22 aprile 2011) e The Gonzo Anthem (pubblicato il 27 giugno 2011). Entrambi disponibili nei migliori portali musicali (iTunes e Beatport). Il duo milanese ha annunciato che verrà pubblicato a fine ottobre 2011 l'album intitolato Dr Gonzo. Sembra che in quest'ultima uscita abbiano coinvolto Style Of Eye, Carli e Hudson Mohawke.

### L'abbandono di Bot e attività recenti
Nel 2012 presentano il singolo L'italiano balla con Fabri Fibra, i cui proventi sono stati devoluti alle popolazioni colpite dal terremoto dell'Emilia, in particolare per la ricostruzione di alcune scuole. Nell'ottobre dello stesso anno Bot si separa da Phra per proseguire verso altri progetti, con il secondo che ha preso la decisione di mantenere il nome Crookers per la musica futura.
Nel gennaio 2015, annuncia il suo terzo album in studio, 16 Chapel, uscito nel corso dell'anno. All'inizio del 2018 Phra annuncia il seguito del Crookers Mixtape, intitolato Crookers Mixtape 2 - Quello dopo, quello prima. Il 5 marzo esce il primo singolo estratto dal mixtape, Animalier, realizzato in collaborazione con Dargen D'Amico e Danti e coprodotto da Mace e Ckrono.

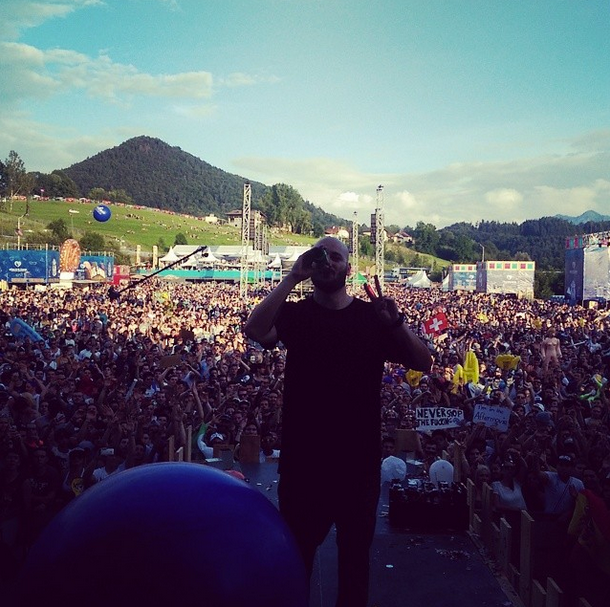
Phra in Austria nel 2014

Nel 2019 Crookers conosce Massimo Pericolo e produce il suo primo singolo in collaborazione con Nic Sarno, 7 miliardi. Crookers e Nic Sarno produrranno in seguito l'intero album del rapper varesotto, tra cui il singolo Polo Nord. Lo seguiranno inoltre nelle collaborazioni nel brano Ansia di Ugo Borghetti, nell'album Machete Mixtape 4 (brano Star Wars feat. Fabri Fibra), nel brano Scacciacani feat. Ketama126, Criminali feat. Speranza e Barracano, Moonlight popolare feat. Mahmood e nel remix di Seba la pute di Touché feat. Barracano. Hanno inoltre prodotto le 64 Bars di Marracash per Red Bull. La collaborazione tra Crookers e Massimo Pericolo si sviluppa con gli album Scialla semper (2019) e Solo tutto (2021).

## Discografia

### Album in studio
- 2010 – Tons of Friends
- 2011 – Dr. Gonzo
- 2015 – 16 Chapel

### EP
- 2006 – End 2 End
- 2007 – Aguas de parco
- 2007 – Made in Italy
- 2007 – Funk Mundial #3
- 2008 – Massive EP
- 2008 – Knobbers EP
- 2008 – Mad Kidz EP
- 2008 – E.P.istola
- 2010 – Remedy
- 2011 – Crookers Present: Dr. Gonzo - Bust'em Up EP
- 2011 – Crookers Present: Dr. Gonzo - The Gonzo Anthem EP
- 2012 – Crookers Present: Dr. Gonzo - Hummus EP
- 2012 – Crookers Present: Dr. Gonzo - That Laughing Track EP
- 2012 – Bowser
- 2013 – Giga/A Go Go
- 2013 – Loud (feat. DILLIGAS)

### Mixtape
- 2007 – Crookers Mixtape
- 2018 – Crookers Mixtape 2 - Quello dopo, quello prima

### Singoli
- 2007 – Voglio solo limonare (feat. La Pisa & M.O.L.)
- 2008 – Knobbers
- 2009 – Put Your Hands on Me (feat. Kardinal Offishall & Carla-Marie)
- 2009 – No Security (feat. Kelis)
- 2009 – What Up Y'all (feat. Izza Kizza)
- 2009 – We Love Animals (feat. Mixhell & Soulwax)
- 2009 – Remedy (feat. Miike Snow)
- 2010 – Royal T (feat. Róisín Murphy)
- 2010 – Festa festa (feat. Fabri Fibra and Dargen D'Amico)
- 2011 – Hummus
- 2012 – R.E.B. (feat. Gué Pequeno)
- 2012 – L'italiano balla (feat. Fabri Fibra)
- 2013 – Ghetto Guetta
- 2013 – Heavy
- 2014 – Able to Maximize
- 2014 – Picture This
- 2023 – Zamuda (con Banana)
- 2023 – Baby Ma Dai (con Banana)
- 2023 – Pizza Hot (con Banana)
- 2023 – Smorfiosa (con Banana, Myss Keta e Dumbblonde)

### Remix
- 2005 – Stylophonic – Baby Beat Box (Crookers Remix)
- 2005 – Stylophonic – We Got Some People in Da House (Stylophonic Meets the Crookers Mix)
- 2006 – AC/DC – Thunderstruck (Crookers Remix)
- 2007 – Dusty Kid – The Cat (Crookers Remix)
- 2007 – Adam Sky vs. Mark Stewart – We Are All Prostitutes (Crookers Remix)
- 2007 – The Bumblebeez – Dr Love (Crookers Remix)
- 2007 – Rodion – Electric Soca (Crookers Remix)
- 2007 – Chromeo – Fancy Footwork (Crookers Remix)
- 2007 – The Chemical Brothers – Salmon Dance (Crookers 'Wow' Mix)
- 2007 – Armand Van Helden – I Want Your Soul (Crookers Remix)
- 2007 – Edu K – Gatas Gatas Gatas (Crookers Remix)
- 2007 – Brodinski – Bad Runner (Crookers Remix)
- 2007 – Bonde Do Role – Marina Gasolina (Crookers Remix)
- 2008 – Magik Johnson – The Bushman (Crookers Remix)
- 2008 – The Whip – Trash (Crookers Remix)
- 2008 – Diplo feat. Rye Rye – Wassup Wassup (Crookers Remix)
- 2008 – Azzido Da Bass – Dooms Night (Crookers Remix)
- 2008 – Don Rimini – Let Me Back Up (Crookers Tetsujin Mix)
- 2008 – Radioclit – Secousse (Crookers Spino Mix)
- 2008 – Busy P – To Protect and Entertain (Crookers Remix)
- 2008 – Moby – I Love to Move in Here (Crookers Remix)
- 2008 – Clark Able – Lemon Head (Crookers Remix)
- 2009 – Shinichi Osawa – Rendezvous (Crookers Remix)
- 2009 – Kid Cudi – Day N Nite (Crookers Remix)
- 2009 – Proxy – Raven (Crookers Remix)
- 2009 – Fever Rey – Seven (Crookers Remix)
- 2009 – Jesse Rose – Touch My Horn (Crookers Remix)
- 2009 – Mixhell feat. Oh Snap & Jen Lasher – Boom Da (Crookers Remix)
- 2009 – Miike Snow – Animal (Crookers Remix)
- 2009 – Steed Lord – Dirty Mutha (Crookers Remix)
- 2009 – Tiga – Beep Beep Beep (Crookers Remix)
- 2010 – Dennis Ferrer – Hey Hey (Crookers Remix)
- 2010 – Savage Skulls, Douster – Bad Gal feat. Robyn (Crookers Remix)
- 2010 – The Outhere Brothers – Enjoy (Crookers Vocal Mix)
- 2010 – Green Velvet – La La Land (Crookers Remix)
- 2010 – Faithless – Tweak Your Nipple (Crookers Remix)
- 2010 – Lady Gaga feat. Beyoncé – Telephone (Crookers Remix)
- 2011 – Munchi feat. Mr. Lex – Shottas (Crookers Remix)
- 2012 – Theophilus London – Stop It (Crookers Remix)
- 2012 – Isa GT – Alegria (Crookers Remix)
- 2012 – WAFA – Abandon Me (Crookers Remix)
- 2012 – Major Lazer – Original Don (Crookers Remix)
- 2012 – Chuckie & Junxterjack – Make Some Noise (Crookers Remix)
- 2013 – deadmau5 & Imogen Heap – Telemiscommunications (Crookers Remix)
- 2013 – TJR – Ode to Oi (Crookers Remix)
- 2014 – Hybrid Theory – The Dark (Crookers Remix)
- 2018 – Speranza – Sparalo (Crookers Remix)